# Tenderizér

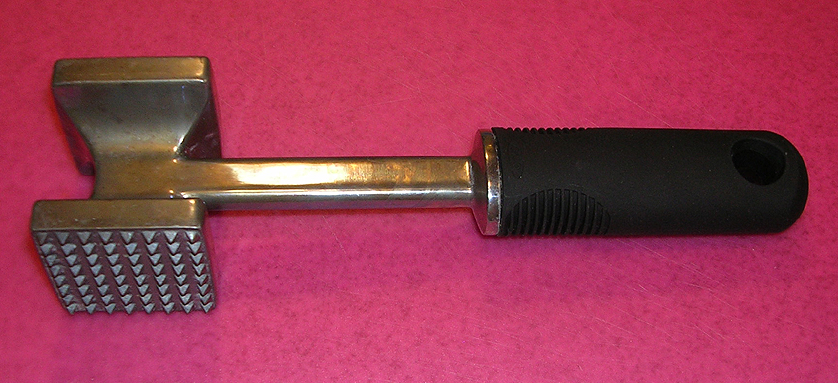
Kovová palička na maso

Tenderizér (změkčovač masa) slouží ke zjemnění a mírnému naklepání masa. Hlavním účelem použití je narušení a prořezání struktury masových vláken.

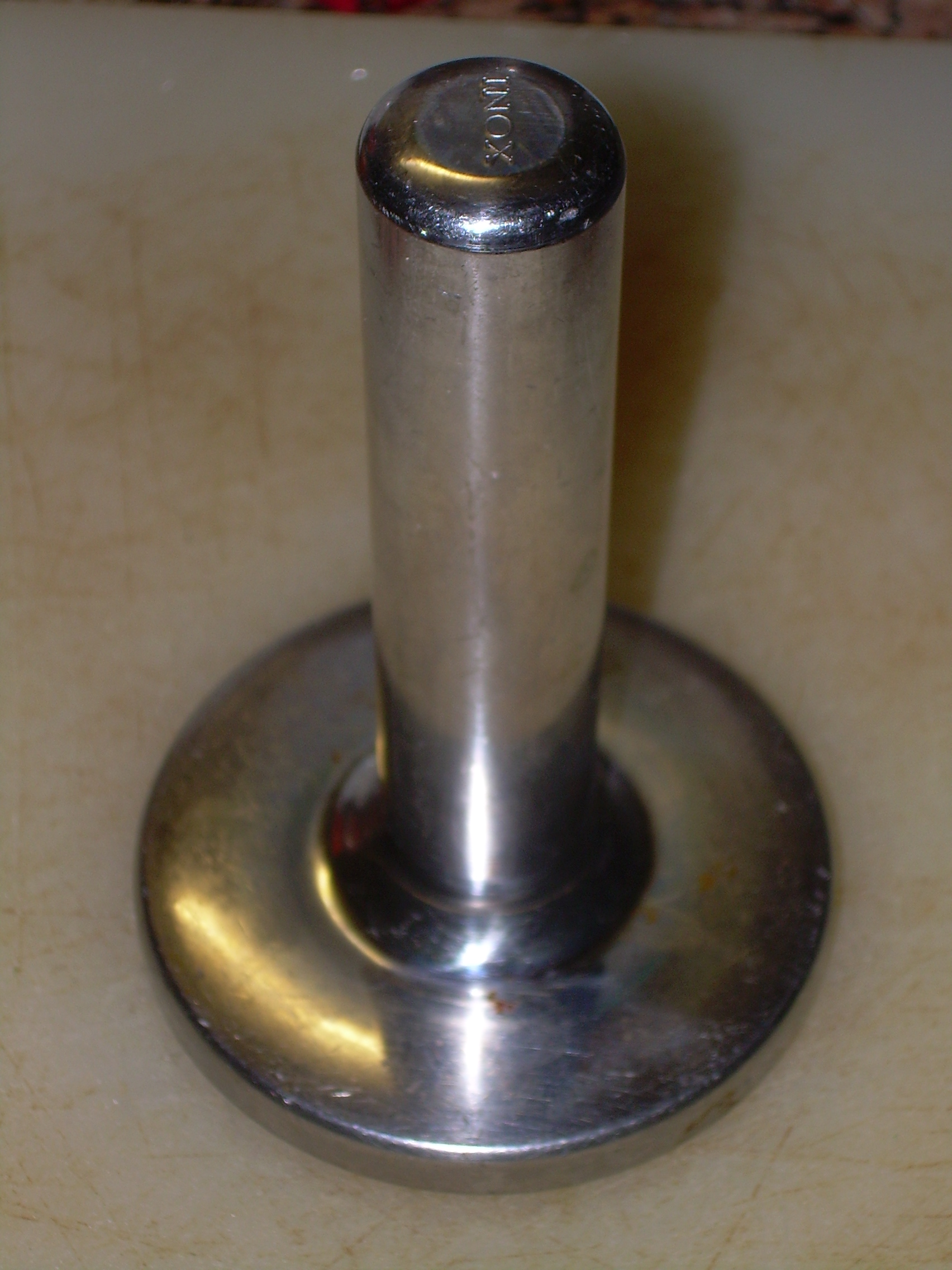
Tenderizér z nerezové oceli

## Druhy
Ačkoli může být jako tenderizér použit téměř jakýkoli objekt, existují tři hlavní druhy, které se pro tento účel vyrábí:
1. Nejznámějším a nejčastěji používaným je palička na maso, jež je vyrobená nejčastěji ze dřeva či kovu s krátkou rukojetí a hlavou se dvěma protilehlými plochami, z nichž minimálně na jedné z nich bývají řady tenderizačních pyramid.
2. Druhá forma připomíná mačkač na brambory, má krátkou rukojeť a kovové zakončení, jenž je buď hladké nebo s pyramidami jako na výše zmíněné paličce.
3. Třet typ má sadu čepelek či jehel navržených tak, aby maso propíchly a zařízly se do jeho vláken.

## Účel
Použitím tenderizéru při přípravě všech druhů mas se v něm udrží větší množství šťávy, maso se lépe tvaruje a hlavně se výrazně zkracuje doba přípravy (až o polovinu).[zdroj?] Při použití v domácí kuchyni a kuchyních menších hotelů a restaurací stačí tenderizér ruční, ale pro velké provozy jsou k dispozici tenderizéry elektrické, které zvládnou připravit až 400 plátků jakéhokoli masa za hodinu.[zdroj?]
Tenderizace pomocí paličky vlákna změkčuje a maso je tak snadnější rozžvýkat a strávit. Uplatňuje se především při přípravě tužších kousků masa a při úpravě pečením či smažením. Při přípravě řízků slouží také ke ztenčení a zvětšení plátků masa.